# Palazzo ex Gioventù Italiana del Littorio

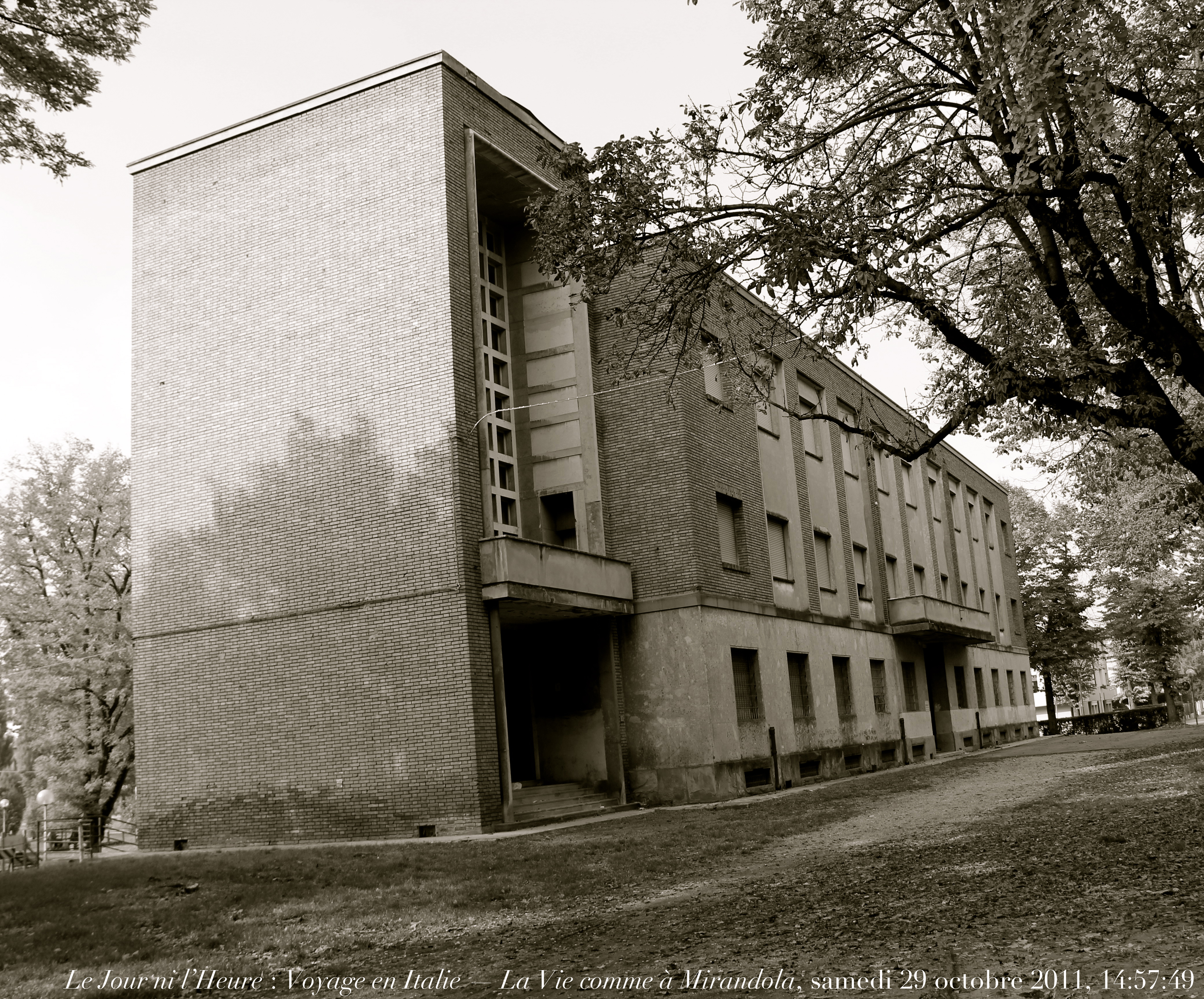
Der Palazzo ex Gioventù Italiana del Littorio in Mirandola 2011

Der ehemalige Palazzo della Gioventù Italiana del Littorio (Casa della Gioventù Italiana del Littorio oder Casa del Fascio, dt.: Palast der italienischen Liktorenjugend) ist ein Palast aus den 1930er- und 1940er-Jahren im Stil des Rationalismus im historischen Zentrum von Mirandola in der italienischen Region Emilia-Romagna. Er liegt am Viale Cinque Martiri.
Das Gebäude, das von der Suprintendenza ai Beni Culturali verwaltet wird, liegt auf dem Gelände vor dem Castello dei Pico, in dem heute der öffentliche Park Nino Lolli liegt. Nach den schweren Schäden, die dem Gebäude durch das Erdbeben in Norditalien 2012 zugefügt wurden, wird es gerade restauriert.

## Geschichte

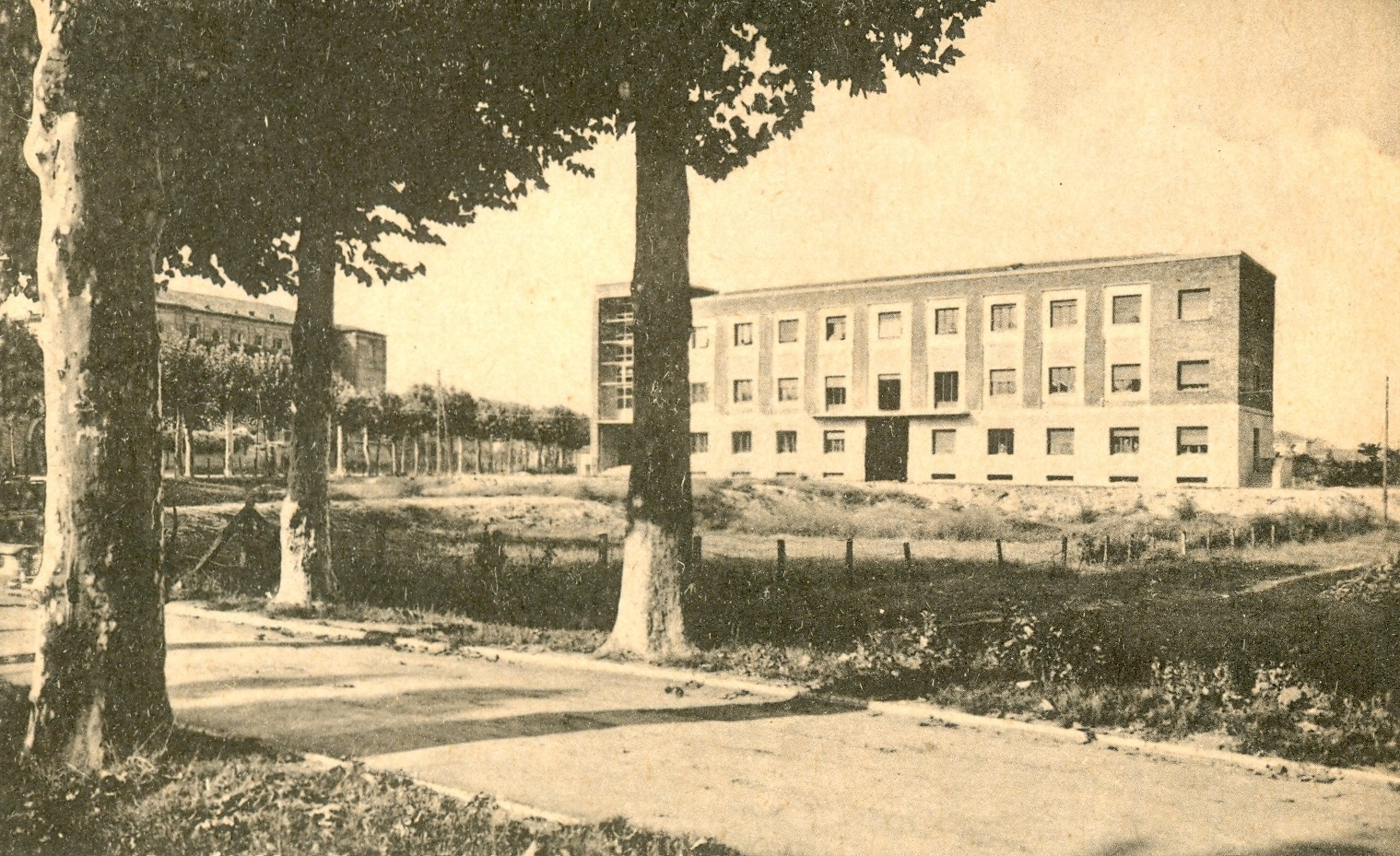
Palazzo ex Gioventù Italiana del Littorio in Mirandola

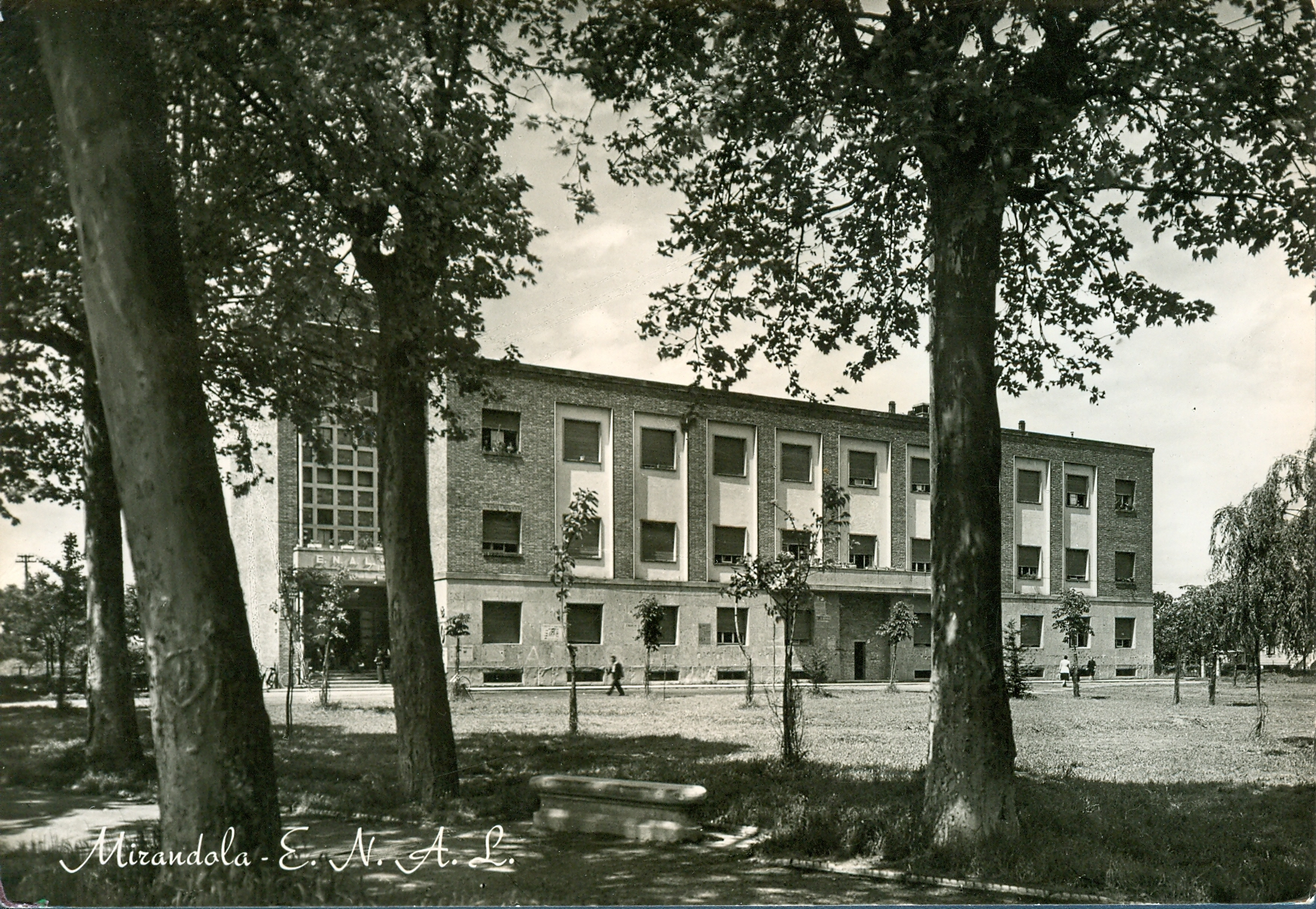
Der Palast in den 1960er-Jahren, Sitz der ENAL (Ente nazionale assistenza lavoratori)

Nach der Gründung der Gioventù Italiana del Littorio (GIL) 1937 wurden die Gemeindeverwaltungen in Italien per königlichem Dekret dazu verpflichtet, die benötigten Gebäude für diese Organisation zur Verfügung zu stellen. Im März 1939 wurde auf Antrag des Bundes der Provinz und des örtlichen Kommandanten der GIL ein Projekt zum Bau des neuen Casa del Fascio von Mirandola aufgelegt. Dieses sollte den alten Sitz der Organisation in der Società Operaia di Mutuo Soccorso ersetzen, die die Gebrüder Goldoni von der gleichnamigen Keksfabrik später, im Dezember 1940, kauften.
Der Bürgermeister Ferruccio Pinotti sorgte für die Spende eines Grundstückes von 4000 m² und zusätzlich für ein laufendes Darlehen. Das Projekt wurde von Bauingenieur Giuseppe Gipponi ausgearbeitet. Im Februar 1940 war der Rohbau bereits errichtet, aber im Juni 1941 wurden die Arbeiten wegen fehlender Baumaterialien unterbrochen. Im Januar 1943 befand sich der Palast in Fertigstellung; es fehlte nur noch die Montage der Halbreliefe (von denen es tatsächlich keine Spur gab) und des Slogans „Die Partei ist der Architekt der Revolution, das Rückgrat des Regimes, der Motor der nationalen Aktivitäten“. Im März 1943 wurde das Gebäude geprüft und die Arbeiten am 30. Juli abgeschlossen. Die örtliche Sektion der republikanischen Faschisten und die schwarze Brigade „Mirko Pistoni“ zogen ein.
Ab dem 8. September 1943 war der Palast Sitz der deutschen Platzkommandantur und als solcher wurde er Ziel alliierter Luftangriffe. Am 12. November 1944 fiel eine alliierte Bombe zwischen die Westfassade und den städtischen Schlachthof, verursachte aber nur geringen Schaden. Während der Resistenza diente der oberste Raum des Südturmes der Schwarzen Brigade „Mirko Pistoni“ als Gefängnis für Partisanen und politische Gegner.
In der Nachkriegszeit wurde der Palast wegen der schlimmen Wohnungskrise von zahlreichen Familien bewohnt. Am 3. Juni 1954 wurde das Gebäude zunächst für die Büros der Register- und Direktsteuerämter, des Brigadekommandos der Finanzbehörden und Monopollager genutzt. Später wurden dort die Ente nazionale assistenza lavoratori (ENAL), das Istituto professionale per i servizi commerciali „Carlo Cattaneo“ (von 1974 bis 2003) und das Arbeitsamt untergebracht.
Der Palast, der sich bereits im Stadium des starken Verfalls befand, wurde beim Erdbeben in Norditalien 2012 schwer beschädigt. 2017 wurden Erhaltungs- und Restaurierungsarbeiten an dem Gebäude eingeleitet, in dem das Kommissariat der Polizia di Stato und eine Abteilung der Verkehrspolizei untergebracht werden sollen. Die Kosten der Arbeiten werden bei etwa € 4,5 Mio. liegen, wovon € 3.430.122,89 aus einem Fonds für Wiederaufbau nach dem Erdbeben stammen und € 365.000,-- vom Innenministerium.

## Beschreibung
Der staatliche Palast hat drei oberirdische Stockwerke und ein Kellergeschoss mit je etwa 1000 m². Das Gebäude ist im Stil des Rationalismus gehalten. Die Außenmauern im Erdgeschoss sind mit Travertin verkleidet, der sich bis zu den beiden oberen Stockwerken zieht und die quadratischen Fenster auf einer Basis von Sichtmauerwerk vertikal einrahmt. In der Mitte der Fassade diente der lange Balkon während der faschistischen Versammlung wohl als Broletto.
Auf der Südseite liegt der Torre Littoria (dt.: Liktorenturm) mit beeindruckender Verglasung, die eine repräsentative Treppe, die zum Direttorio del Fascio im ersten Obergeschoss und zur Bibliothek im zweiten Obergeschoss führt, belichtet.
Das ursprüngliche Projekt sah insgesamt 54 Räume vor, darunter zwei große Atrien und Räumlichkeiten für die Opera Nazionale Dopolavoro, einen großen Versammlungssaal mit Büros und Archiven im ersten Obergeschoss, wogegen im obersten Geschoss ausschließlich Büros waren. Das Projekt eines Vorplatzes wurde nicht realisiert; auf dem Gelände wurden stattdessen die heutigen öffentlichen Gärten angelegt, die nach Nino Lolli benannt wurden.